# Błahowiszczenśke
Błahowiszczenśke (ukr. Благовіщенське) – miasto na Ukrainie w obwodzie kirowohradzkim, rejonie hołowaniwskim. Dawna siedziba władz zlikwidowanego w 2020 r. rejonu błahowiszczenskiego.
Stacja kolejowa.

## Historia
Od 1924 do 19 maja 2016 roku nosiło nazwę Uljanowka (ukr. Ульяновка).
W 1935 roku zaczęto wydawać gazetę.
Podczas II wojny światowej Uljanowka była okupowana przez wojska niemieckie od 1 sierpnia 1941 r. do 12 marca 1944 r.
W 1967 r. otwarto zasadnicza szkoła zawodowa.
Status miasta od 1974.
W 1989 liczyło 10 648 mieszkańców.
W 2013 liczyło 6109 mieszkańców.